# Винтер, Мартин
Мартин Винтер (нем. Martin Winter; 5 ноября 1955, Цербст, Саксония-Анхальт — 21 февраля 1988, Магдебург) — немецкий гребец, выступавший за сборную ГДР по академической гребле во второй половине 1970-х — первой половине 1980-х годов. Чемпион летних Олимпийских игр в Москве, четырёхкратный чемпион мира, победитель многих регат национального и международного значения.

## Биография
Мартин Винтер родился 5 ноября 1955 года в городе Цербст, ГДР. Заниматься академической греблей начал в 1969 году, проходил подготовку в Магдебурге в местном одноимённом спортивном клубе.
Первого серьёзного успеха на взрослом международном уровне добился в сезоне 1975 года, когда вошёл в основной состав восточногерманской национальной сборной и побывал на чемпионате мира в Ноттингеме, откуда привёз награду бронзового достоинства, выигранную в зачёте парных одиночек — в финале его обошли Петер-Михаэль Кольбе из Западной Германии и Шон Дреа из Ирландии.
В 1977 году в парных четвёрках одержал победу на мировом первенстве в Амстердаме. Год спустя повторил это достижение на аналогичных соревнованиях в Карапиро.
На чемпионате мира 1979 года в Бледе получил бронзу в парных двойках, уступив в финале экипажам из Норвегии и Чехословакии.
Благодаря череде удачных выступлений удостоился права защищать честь страны на летних Олимпийских играх 1980 года в Москве — в составе экипажа, куда также вошли гребцы Франк Дундр, Карстен Бунк и Уве Хеппнер, занял первое место в мужских парных четвёрках и тем самым завоевал золотую олимпийскую медаль.
После московской Олимпиады Винтер остался в составе гребной команды ГДР и продолжил принимать участие в крупнейших международных регатах. Так, в 1981 году в парных четвёрках он победил на чемпионате мира в Мюнхене.
В 1982 году в той же дисциплине занял первое место на мировом первенстве в Люцерне, став таким образом четырёхкратным чемпионом мира по академической гребле.
На чемпионате мира 1983 года в Дуйсбурге завоевал серебряную медаль в программе парных четвёрок, пропустив вперёд команду из ФРГ.
Рассматривался в качестве кандидата на участие в Олимпийских играх 1984 года в Лос-Анджелесе, однако Восточная Германия вместе с несколькими другими странами восточного блока бойкотировала эти соревнования по политическим причинам.
За выдающиеся спортивные достижения награждался орденом «За заслуги перед Отечеством» в серебре (1980) и золоте (1984).
Завершив спортивную карьеру, работал тренером в своём гребном клубе в Магдебурге. Погиб 21 февраля 1988 года в возрасте 32 лет в результате несчастного случая.